# Lusitanien (cheval)
Pour les articles homonymes, voir Lusitanien (homonymie).
Le Lusitanien est une race de chevaux de selle d’origine portugaise. Connu comme le « cheval des rois » aux XVIIe et XVIIIe siècles, son stud-book est très ancien, puisqu'il remonte à 1889. Il subit une période de déclin due à l'engouement pour le Pur-sang et les chevaux de sport. Il partage le nom d'Andalou avec le Pure race espagnole, dont il est très proche, jusqu'en 1942. Son statut de race séparée remonte à 1967. Il est remis au goût du jour, notamment, par l'écuyer portugais Nuno Oliveira.
Il connaît un regain de popularité grâce au spectacle équestre et à ses performances en dressage.

## Étymologie et terminologie
Cette race est également connue sous les noms de Lusitano et Pure race lusitanienne, par analogie avec le Pure race espagnole. La dénomination officielle du stud-book portugais est « Pur-sang lusitanien ». Le nom portugais « Lusitano » dérive de Lusitania, nom que les romains ont donné à l'actuel Portugal, ou pourrait provenir de la divinité antique Luso, fils de Bacchus.

## Histoire
Le Lusitanien et le Pure race espagnole partagent la même origine génétique. La présence de chevaux dans la péninsule Ibérique est attestée dès la Préhistoire, entre autres par des peintures rupestres dans la grotte de La Pileta sur le territoire de Malaga. Pour l'historien portugais Ruy d'Andrade, des tribus espagnoles auraient utilisé les chevaux dès le IVe millénaire av. J.-C.. Une peinture rupestre découverte en Espagne et datant 15 000 ans avant notre ère présente ce qui semble être un harnais peint sur un cheval. Cette découverte a été citée comme preuve de l’utilisation du cheval dans la péninsule Ibérique bien avant la période communément admise,, mais cette hypothèse n'est pas reprise par la communauté scientifique. L’artiste aurait seulement voulu accentuer la démarcation de la bouche et les lignes latérales décrivant le côté du crane.
Les recherches sur l'ADN ancien ont révélé des traces de domestication du cheval remontant à la fin du Néolithique et au début de l'âge du bronze sur la péninsule Ibérique.
Bien que Ruy d'Andrade suppose que le Sorraia soit l'ancêtre des chevaux ibériques actuels, les études génétiques sur l'ADN mitochondrial montrent que le Sorraia appartient à un cluster de gènes largement séparé de la plupart des races ibériques,,,. Ces recherches démontrent que l'Andalou de la péninsule Ibérique (aussi bien PRE que Lusitanien) et le Barbe sont très proches : ces deux races ont franchi le détroit de Gibraltar dans un sens ou dans l'autre pour être élevées, chacune influençant l'autre. Malgré leur ancienneté supposée, la quasi-totalité des Pure race espagnole et Lusitanien actuels descendent d'un petit nombre de chevaux élevés par des ordres religieux à partir du XVIIIe siècle.
Avant l’époque moderne, les races chevalines sont désignées partout en Europe principalement par le nom de la région où ils sont élevés. Le Lusitano prend son nom de Lusitania. Un cheval très semblable, l'Andalou espagnol, est à l'origine décrit comme un cheval de qualité distincte en provenance d'Andalousie en Espagne. Certaines sources déclarent que l'Andalou et le Lusitanien sont génétiquement la même race, et que la seule différence est le pays dans lequel ces chevaux sont nés.

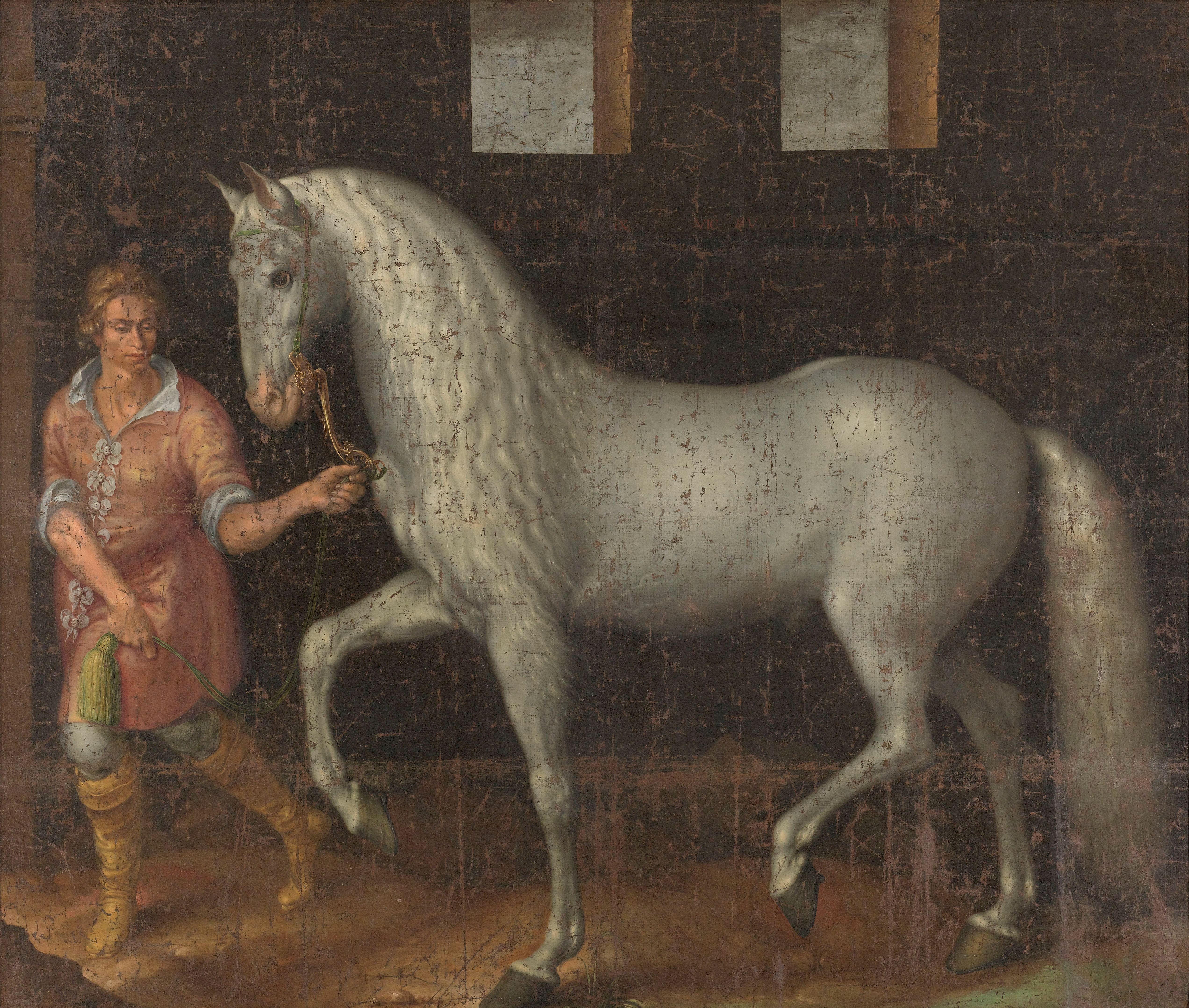
Un étalon espagnol sur une peinture de 1603.

Au cours des XVIe et XVIIe siècles, les échanges de chevaux entre l'Espagne et le Portugal sont réguliers, et des chevaux des élevages andalous sont utilisés pour améliorer la cavalerie portugaise. La victoire du Portugal contre l'Espagne lors de la guerre de Restauration (1640-1668) est en partie axée sur des troupes montées sur des chevaux de guerre de sang espagnol. Avec le règne de Philip III de Portugal (Philippe IV d'Espagne), l'élevage de chevaux portugais atteint son point le plus bas. L'espagnol fait promulguer des lois pour interrompre la production de chevaux de cavalerie dans le pays. Quelques haras poursuivent leur activité en secret avec des chevaux de contrebande ou volés en Espagne. Ces fermes secrètes, cependant, ont fourni la base du Lusitanien moderne. En 1662, quand Charles II d'Angleterre épouse Catherine de Bragance du Portugal, la dot royale inclut les garnisons de Tanger et de Mumbai appartenant au Portugal. Ces garnisons possèdent une importante cavalerie portugaise, montée sur des chevaux ibériques.
Avant les années 1960, le cheval ibérique type a été appelé « Andalou » tant au Portugal qu’en Espagne. En 1966, le nom de « Lusitanien » a été adopté par le Portugal après une séparation de stud-book entre les deux pays. Les guerres coloniales portugaises ont fortement impacté l’économie portugaise. Les propriétaires terriens ont attiré les agitateurs politiques, les propriétés ont été abandonnées, les haras ont été détruits et leurs chevaux vendus en Espagne. Cependant, les meilleures lignées ont été sauvées par les efforts d'éleveurs et l’élevage s’est bientôt accru.

## Description
L'impression générale est celle d'un cheval noble et harmonieux. Sa taille moyenne se situe autour d'1,55 m au garrot pour les femelles et autour d'1,60 m pour les mâles.

### Morphologie

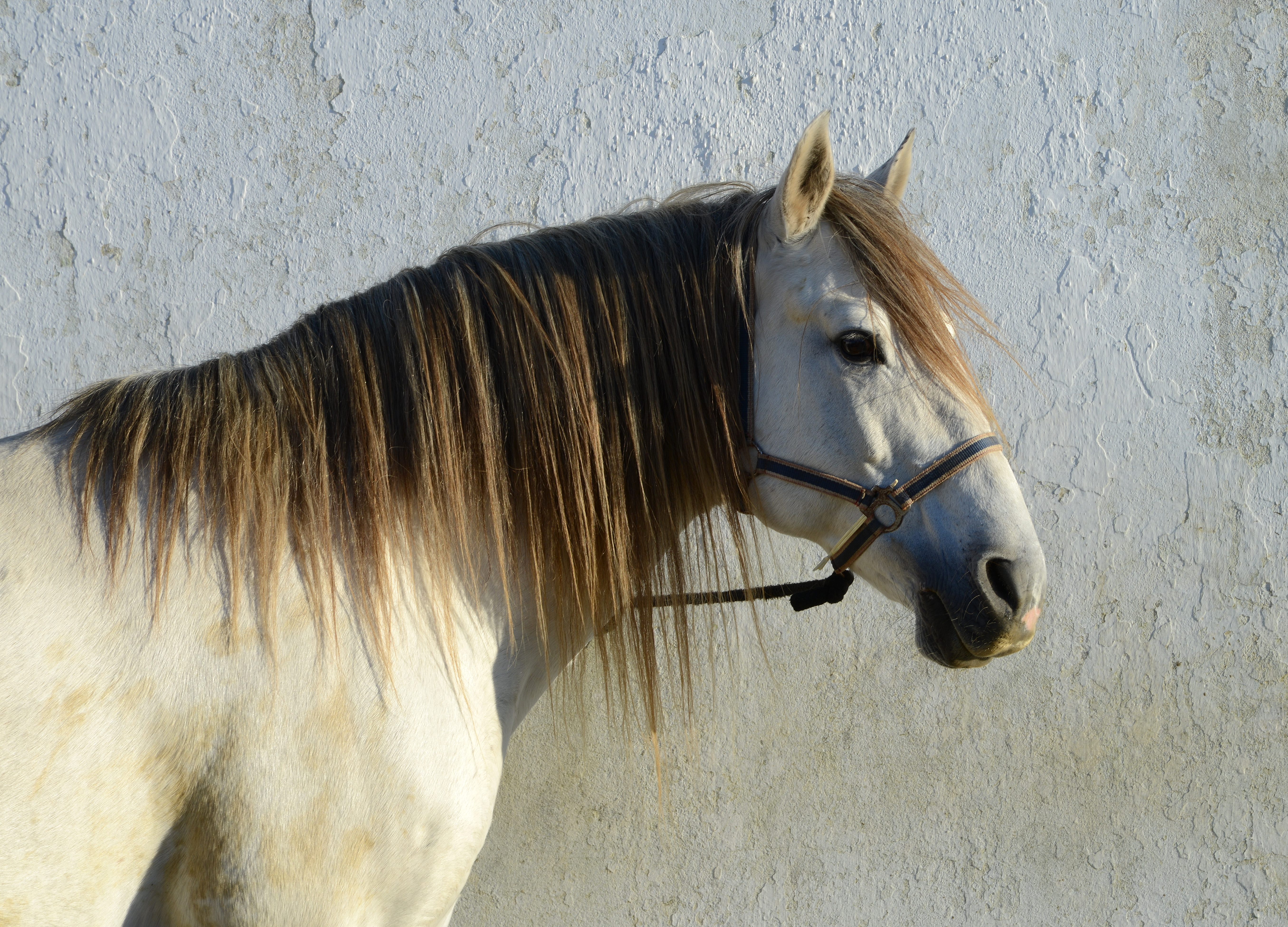
Tête d'un cheval lusitanien.

Le type du Lusitanien est différent de celui du PRE, car ses lignes sont plus élancées et son arrière-main plus puissante, et bien arrondie. Ses amateurs le disent mieux conformé que son cousin espagnol. C'est un cheval médioligne : sa longueur de la pointe de l'épaule à la pointe de ses vertèbres de queue est égale à sa hauteur au garrot, la silhouette du Lusitanien s’inscrivant donc dans un carré. La tête est assez longue, avec un profil droit ou légèrement convexe, et des yeux doux et intelligents. Ses oreilles, courtes et droites, sont très mobiles. Les naseaux sont en amande et en retrait de la ligne du chanfrein. Son encolure est de longueur moyenne, rouée aux crins fins, d’insertion étroite avec la tête, large à la base et sortant du garrot sans dépression accentuée. Les épaules sont bien inclinées et puissantes,. Sa poitrine est ample et son passage de sangle profond. Le dos est court et fort. Le rein est large et la croupe arrondie, avec une queue attachée bas. Ses membres sont secs et solides. Ses jarrets sont longs et puissants ce qui lui permet des flexions importantes. Associés à des grassets bien développés qui lui permettent de fortes impulsions. Le pied est bien formé avec un sabot dur. La crinière du Lusitanien est très abondante et légèrement frisée.

### Robe

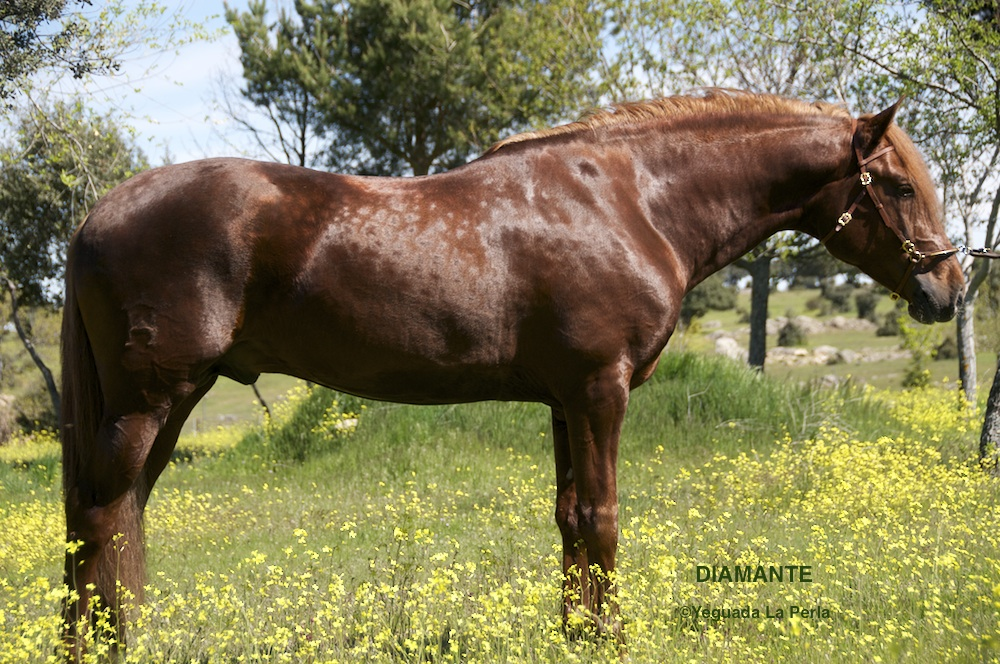
La robe alezane est extrêmement rare chez le Lusitanien.

Les tableaux de George Hamilton[Lequel ?] et de Laurent de Wittede prouvent que les chevaux ibériques pouvaient arborer toutes les couleurs de robe au XVIIIe siècle. La robe alezane est toutefois devenue rarissime car une légende populaire affirmait que le cheval alezan était colérique. Le Lusitanien est l'une des rares races dont le standard accepte toutes les couleurs de robe, y compris le pie et le crème. La plupart des Lusitaniens sont toutefois de robe grise, ils naissent de couleur foncée et s'éclaircissent avec l'âge, jusqu'à devenir presque blancs. Il semble que la robe grise ait été privilégiée pour le prestige que représentait le fait de monter un cheval d'apparence blanche. Le bai est également fréquent, souvent avec des reflets brillants, le noir est très recherché. L’isabelle, le crème aux yeux bleus et le palomino sont des robes rares et recherchées. Le Lusitanien peut porter une raie de mulet, en particulier s'il est de robe isabelle ou souris, et des zébrures sur les membres. Ces robes originales lui donnent la faveur des cavaliers de spectacle. Ces qualités permettent au Lusitanien d'être un candidat de choix pour la sélection des chevaux  « de couleur » , la robe crème ayant été choisie par Bartabas pour l'académie équestre de Versailles.

### Allures

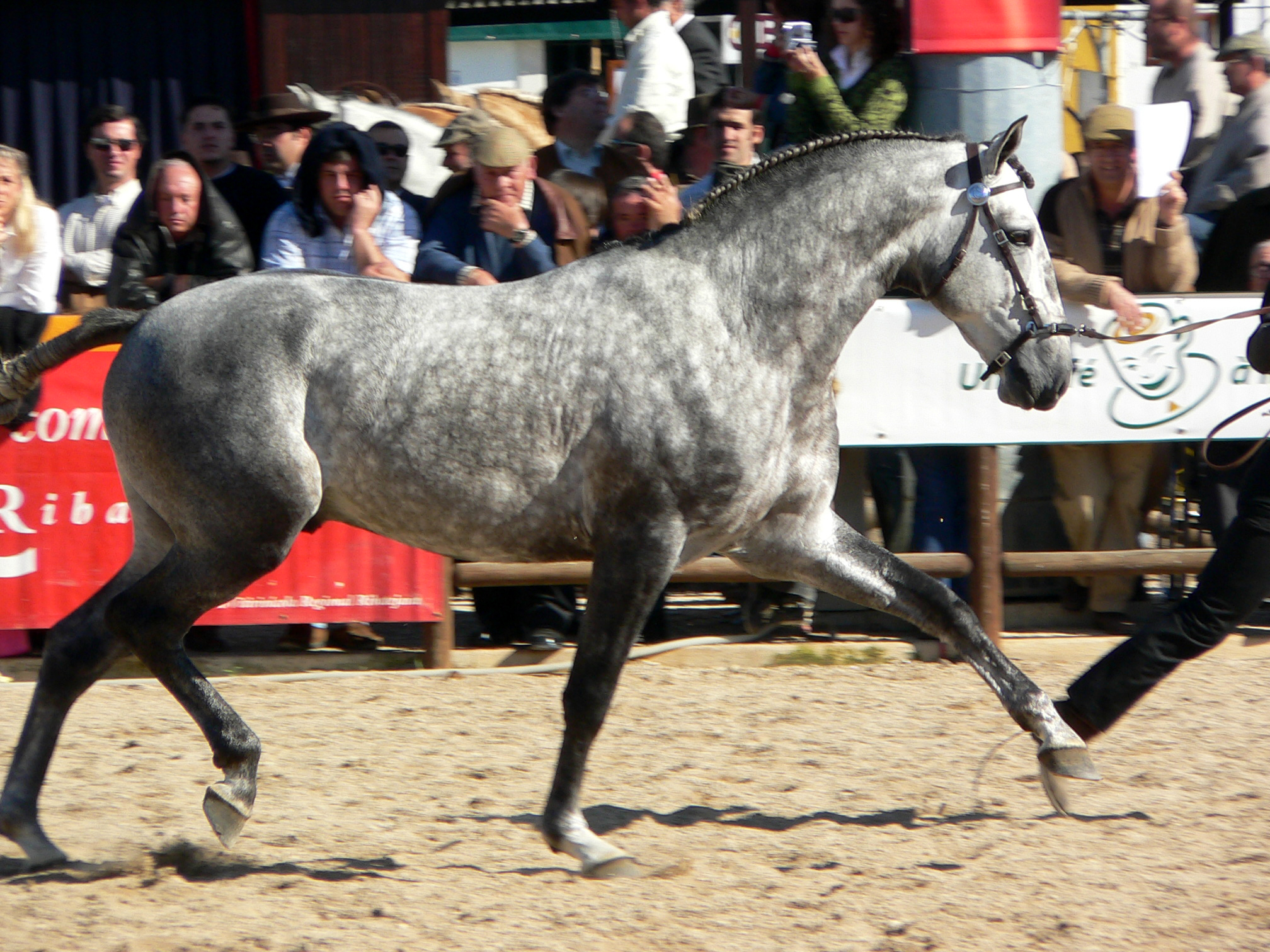
Lusitanien présenté en trot en main.

Les allures relevées du cheval Andalou puis du lusitanien ont fait sa renommée et sont très différentes des allures rasantes des chevaux de sang influencés par le pur-sang anglais. Son mouvement est relevé, le pas énergique, et le trot très confortable pour le cavalier, avec une très bonne extension. Le galop est souple et moelleux, avec une bonne cadence et un bon équilibré, mais peu de vitesse.

### Tempérament
Le lusitanien possède un caractère volontaire et un mental exceptionnel, doux et très stable. Il est naturellement réceptif à tout apprentissage. Amical et obéissant, il montre de grandes qualités de courage et sait garder la tête froide, ce qui est important en tant que cheval de travail. Au Portugal, les mâles sont presque toujours gardés entiers.

### Sélection et santé
Les chevaux sont marqués à la cuisse avec le « fer » de leur éleveur. Il existe des lignées plus ou moins destinées à une activité en particulier. La lignée Veiga produit des chevaux plus agiles et plus vifs, parfaits pour la tauromachie, la lignée Andrade produit des chevaux plus de grande taille, plus athlétiques. Ce faisant ; ils sont utilisés par la cour portugaise pour l'attelage et par l'école portugaise d'art équestre. La lignée Coudeleria Nacional produite par les Haras Nationaux Portugais dispose du sang le plus répandu tandis que la lignée Alter-Real donne des chevaux très élégants, sélectionnés pour l'attelage. La diversité génétique est correcte, mais les éleveurs sont encouragés à éviter la consanguinité autant que possible. La race est également touchée par une maladie génétique, la myeloencéphalopathie équine dégénérative.

## Diffusion de l'élevage

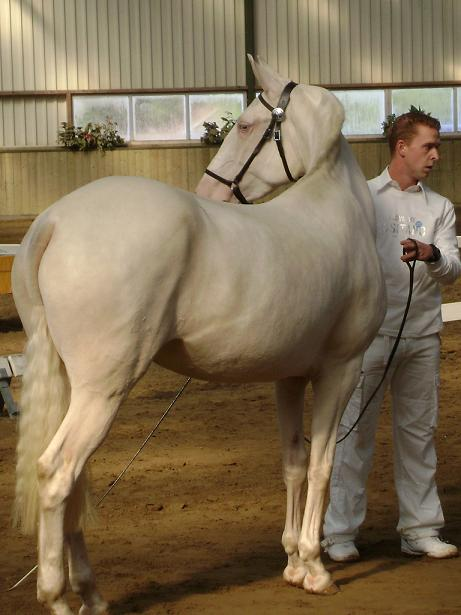
Lusitanien cremello présenté lors d'un concours.

Le Lusitanien est élevé dans le monde entier mais principalement au Portugal, en Espagne, en France, au Brésil et au Mexique. L'ouvrage Equine Science (4e édition de 2012) classe le Lusitanien parmi les races de chevaux de selle connues au niveau international.

### Au Portugal
Le Portugal compte plus de 400 élevages de Lusitaniens. C'est un élevage très lucratif et la race est largement exportée, puisqu'en 2013, 85 % des chevaux natifs du Portugal sont vendus à l'étranger. L'élevage est principalement concentré dans les régions de Ribatejo et Alentejo.

### En France
En France, la race a été reconnue par les Haras nationaux en 1987 et le registre d'élevage créé la même année. Elle est gérée par l'Association Française du Lusitanien, association issue de l'AFCA en faveur de l'Andalou alors commune avec le Pure race espagnole.
Les premiers élevages français naissent dans les années 1970 par l'importation directe de chevaux du Portugal. Depuis, l'élevage français a connu une forte croissance puisqu'en 2014, c'est le troisième plus gros producteur de chevaux lusitaniens dans le monde derrière le Portugal et le Brésil. Il s'agit également de la plus importante race étrangère reconnue en France en termes d'effectifs. Le Lusitanien est élevé principalement dans le sud de la France mais son élevage est aussi présent sur l'ensemble du territoire métropolitain.
En 2013, on dénombre 294 naissances françaises dans la race, ce qui représente 16 % du total des immatriculations de races étrangères. 434 juments lusitaniennes ont été saillies cette année-là, dont 357 pour produire en race pure. 129 étalons en activité ont également été recensés. Un total de 157 élevages a été comptabilisé sur le territoire français en 2013.
| Années                                           | 2013 | 2014 | 2015 | 2016 | 2017 |
| Nombre d'immatriculation de Lusitanien en France | 315  | 269  | 265  | 230  | 234  |

| Année                           | 2006 | 2007 | 2008 | 2009 | 2010 | 2011 | 2012 | 2013 |
| ------------------------------- | ---- | ---- | ---- | ---- | ---- | ---- | ---- | ---- |
| Nombre de naissances en France. | 349  | 360  | 404  | 443  | 390  | 370  | 353  | 294  |

## Utilisations
Par son histoire, le Lusitanien fait partie des races sélectionnées pour la discipline du dressage et en particulier pour la haute école. Sa conformation et ses allures naturellement relevées lui permettent de concourir au plus haut niveau. Ainsi Odin, premier étalon lusitanien à intégrer le Cadre noir de Saumur s'est présenté dans toute l'Europe pour son travail sous la selle et aux longues rênes.
Le Lusitanien est plus discret dans la discipline à un niveau olympique, qui requiert un très bon pas, un trot très allongé et un galop avec beaucoup de projection. La taille est également notable, les juges étant habitués aux chevaux du nord. Certains éleveurs de lusitaniens cherchent donc à produire des chevaux au type « moderne » pouvant répondre à ces critères. Quelques sujets sont ainsi représentés sur la scène internationale, l'un des tout premiers dans l'histoire étant Orphée, cheval de dressage de Catherine Durand-Henriquet qui a mené sa cavalière jusqu'aux Jeux olympiques d'été de 1992 à Barcelone.
Comme le Pure race espagnole, le Lusitanien est également un cheval de travail, très agile et réactif, historiquement utilisé pour rassembler et trier le bétail. Il a donc naturellement été sélectionné pour la tauromachie. Au Portugal, les corridas ne comportent pas de mise à mort dans l'arène. Il est également considéré comme un très grand déshonneur de voir son cheval blessé lors d'un combat.
La beauté, l'élégance, la grande variété des robes et le caractère joueur font du Lusitanien le favori des artistes de spectacle comme Bartabas ou Magali Delgado et Frédéric Pignon avec Templado.
Le cheval lusitanien est également utilisé en attelage : l'attelage à 4 Lusitaniens de M. De Mello, mené par Félix-Marie Brasseur (Belgique), après avoir été 4e aux Jeux Équestres Mondiaux à La Haye en 1994 et gagné le Trophée de l’International Award de la F.E.I en 1995 et 1996, a été  sacré Champion du Monde en individuel et par équipe à Waregem fin août 1996.
Plus anecdotique, le Lusitanien peut également révéler de grandes qualités dans d'autres disciplines. Ainsi Novilheiro est un Lusitanien qui commence sa carrière dans le concours complet avant d'être associé à John Whitaker en saut d'obstacles. Il gagne trente épreuves dans sa première année et en 1983, il est le cheval de saut d'obstacle le plus primé d'Angleterre et le cheval le plus rapide du circuit.
Une équipe montée sur des Lusitaniens est aussi vice-championne d’Europe 1993, 1994 et 1995 en Horse-ball.
Enfin, le Lusitanien est aussi un bon cheval de TREC.

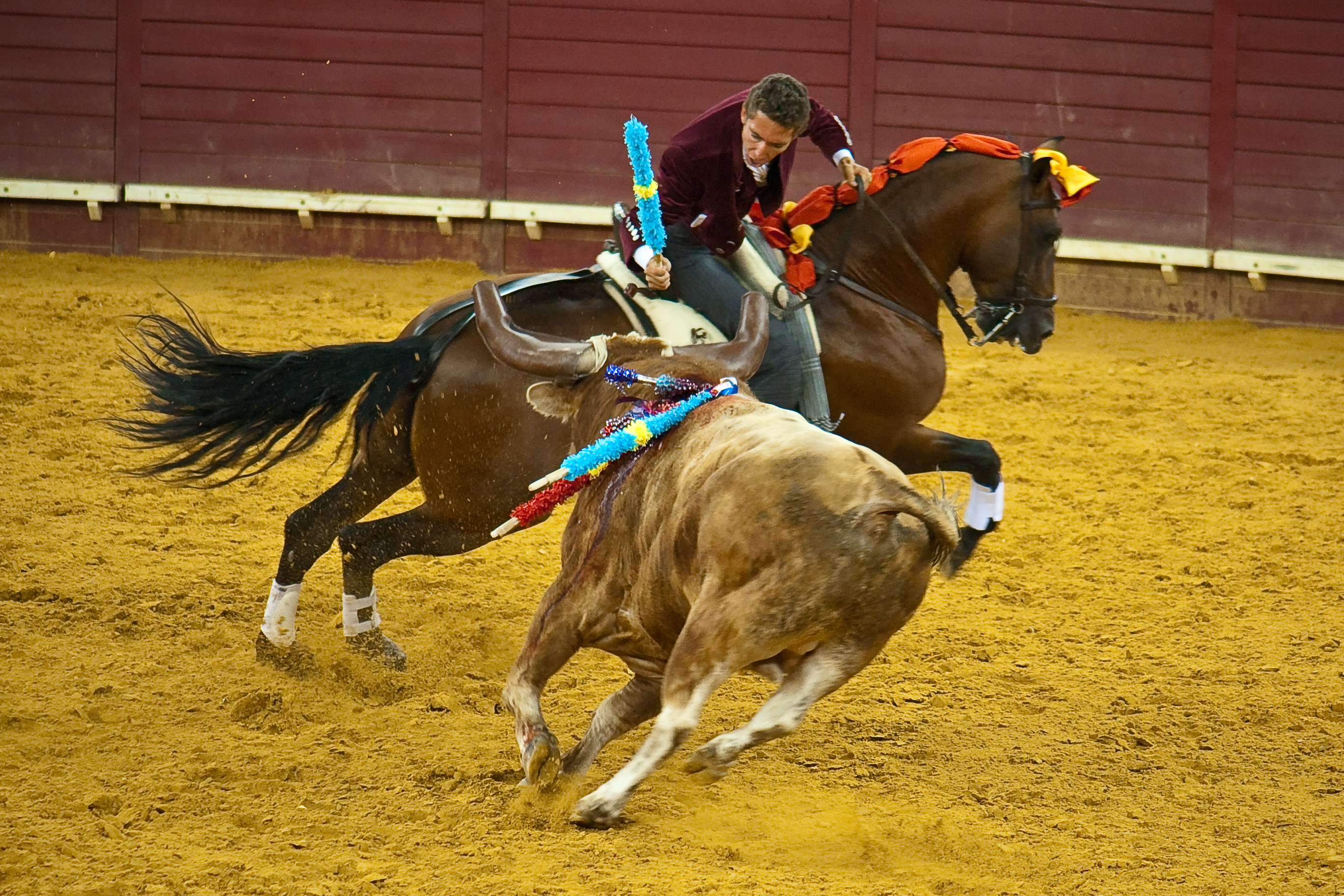
Tauromachie.
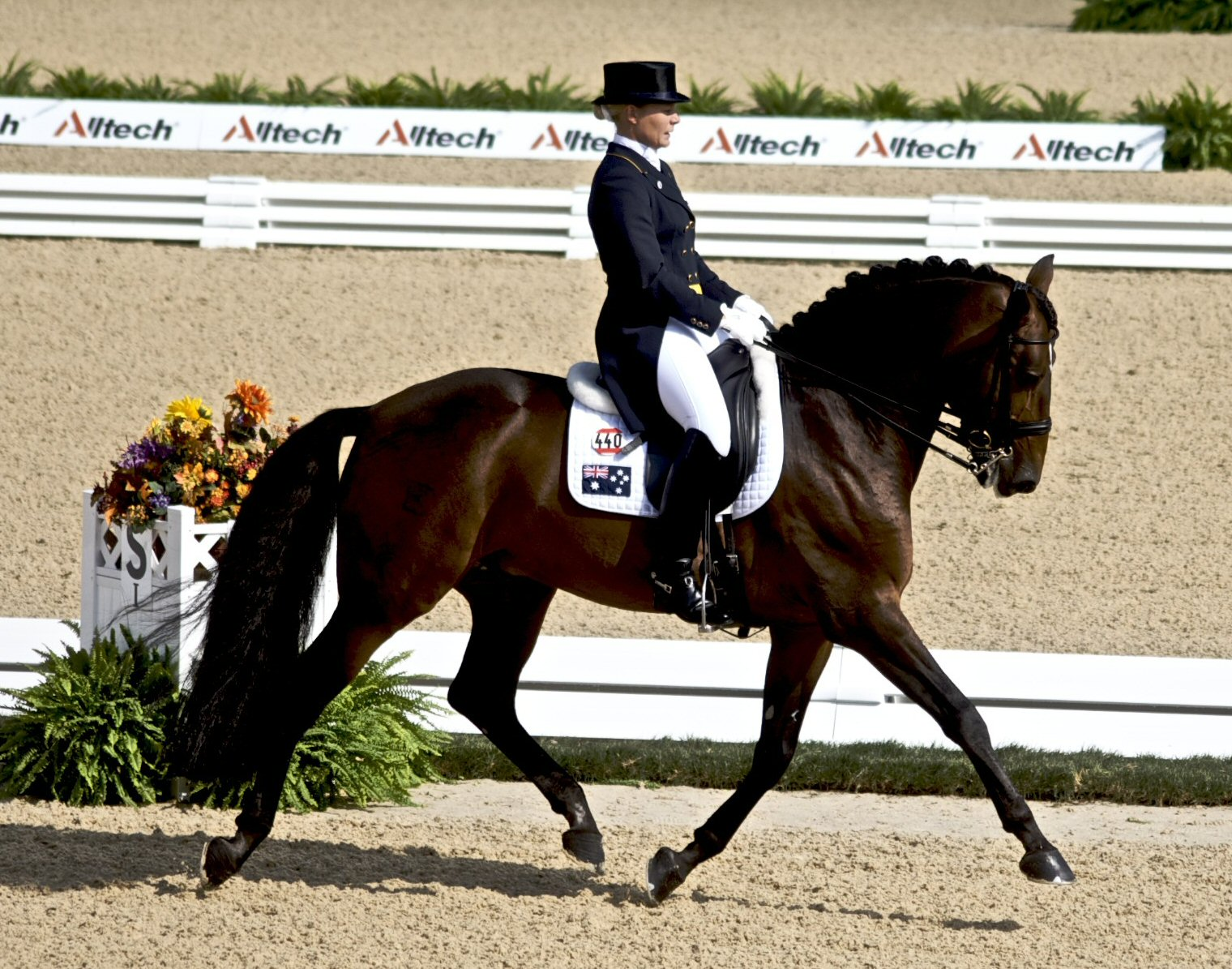
Dressage.
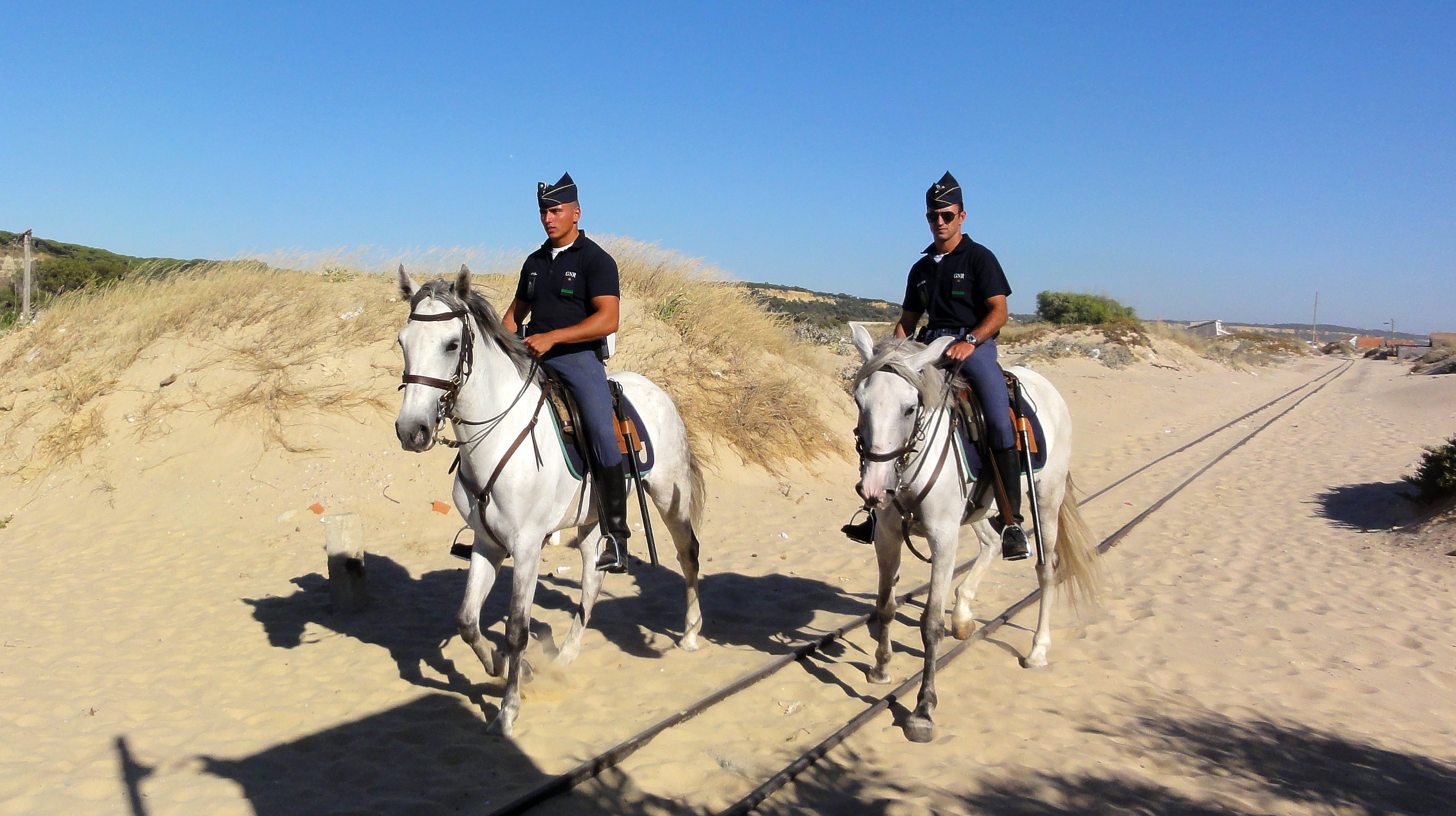
Gardes à cheval.

## Dans la culture
Le Lusitanien bénéficie d’une image positive auprès du grand public notamment grâce à la tauromachie portugaise n’impliquant pas la mise à mort du taureau, ainsi qu’à l’enseignement de Nuno Oliveira dont l’influence rayonne au niveau mondial. Son charisme et son physique font de lui un cheval très populaire et très apprécié, et ce bien au-delà des frontières portugaises.

#### Ouvrages spécialisés
- [Bataille 2004] Lætitia Bataille, Le lusitanien, Montfort-l'Amaury, Equilivres, 2004, 159 p. (ISBN 978-2-904971-51-8, OCLC 469714586)
- [Boulin-Néel 2004] Laetitia Boulin-Néel, Le cheval lusitanien : Élevage et traditions équestres au Portugal, Clichy, Larivière, 2004, 280 p. (ISBN 978-2-84890-035-3)
- (es + en + fr + pt) [Altamirano 2009] Juan-Carlos Altamirano, El caballo lusitano : origen e historia, Altamirano, 2009, 336 p. (ISBN 978-8493253875)
- [De Maria 2009] Vincenzo De Maria (trad. de l'italien), Les chevaux ibériques, Paris, De Vecchi, 2009, 3e éd., 157 p. (ISBN 978-2-7328-9422-5)

#### Ouvrages généralistes
- [Loch 1986] (en) Sylvia Loch, The Royal Horse of Europe : The Story of the Andalusian and Lusitano, Londres, J. A. Allen, 1986, 256 p. (ISBN 0-85131-422-8 et 9780851314228)
- [Bennett 1998] (en) Deb Bennett, Conquerors : The Roots of New World Horsemanship, Solvang, CA, Amigo Publications Inc, 1998, 1re éd., 422 p. (ISBN 978-0-9658533-0-9, lire en ligne)
- [Edwards 2002] (en) Elwyn Hartley Edwards, « Lusitano », dans Ultimate Horse, Dorling Kindersley Ltd, 2002, 272 p. (ISBN 1405360275 et 9781405360272, lire en ligne), p. 52-53
- [Ravazzi 2002] Gianni Ravazzi, « Lusitano », dans L'encyclopédie des chevaux de race, Bergame, Italie, De Vecchi, 2002, 190 p. (ISBN 9782732825946), p. 60
- [Collectif 2006] Collectif, « Lusitanien », dans Les races de chevaux et de poneys, Editions Artemis, 2006, 127 p. (ISBN 2844163386, lire en ligne), p. 46-47
- [Hendricks & Dent 2007] (en) Bonnie Lou Hendricks et Anthony A. Dent, « Lusitano », dans International Encyclopedia of Horse Breeds, University of Oklahoma Press, 2007, 486 p. (ISBN 080613884X et 9780806138848, lire en ligne), p. 272-273
- [Bataille 2008] Lætitia Bataille, « Lusitanien », dans Races équines de France, Éditions France Agricole, 2008, 286 p. (ISBN 9782855571546, lire en ligne), p. 77-82
- [Fitzpatrick 2008] Andrea Fitzpatrick, « Lusitanien », dans Le Monde fascinant des chevaux, Paris, Nov'edit, 2008, 437 p. (ISBN 9782350332086), p. 182-185
- [Brengard 2013] Emmanuelle Brengard (dir.), « Pur-sang lusitanien », dans 60 races de chevaux de selle, Glénat, octobre 2013 (ISBN 978-2-7234-9212-6), p. 210-215

#### Articles de presse
- [Bataille 2010] Lætitia Bataille, « Où en est le lusitanien aujourd'hui ? », Cheval Savoir, no 13,‎ septembre 2010 (lire en ligne)
- [Manerbes 2015] Diane Manerbes, « Le lusitanien, dresseur de haut vol », Cheval Magazine, no 520,‎ mars 2015, p. 37-40

 : document utilisé comme source pour la rédaction de cet article.